# Oncideres albipilosa
Oncideres albipilosa är en skalbaggsart som beskrevs av Noguera 1993. Oncideres albipilosa ingår i släktet Oncideres och familjen långhorningar. Inga underarter finns listade i Catalogue of Life.